# سلمة بن شبيب
أبو عبد الرحمن سلمة بن شبيب الحجري المسمعي النسائي، (المتوفي سنة 247 هـ) محدث مكي، روى عنه مسلم بن الحجاج في صحيحه، وأصحاب السنن الأربعة. قدم أصبهان، وحدث في سنة 242 هـ، وباع داره بنيسابور وأراد أن يهاجر إلى مكة، قدم مصر، وحدَّث بها سنة 246 هـ، توفي سلمة من أكلة فالوذج سنة 247 هـ.

## روايته للحديث النبوي
- روى عن: يزيد بن هارون، وزيد بن الحباب العكلي، وأبي داود الطيالسي، وحجاج بن محمد، وعبد الرزاق الصنعاني، وحفص بن عبد الرحمن النيسابوري، ومحمد بن يوسف الفريابي، وأبي المغيرة الخولاني.[1]
- روى عنه: مسلم بن الحجاج، وأبو داود، والترمذي، والنسائي، وابن ماجه، وأبو زرعة الرازي، وأبو حاتم الرازي، وعبد الله بن أحمد بن حنبل، وعلي بن أحمد علان، ومحمد بن هارون الروياني، والحسن بن دكة الأصبهاني، وحاتم بن محبوب الهروي، وحدث عنه من شيوخه الإمام أحمد بن حنبل.[1]
- الجرح والتعديل: قال أبو حاتم الرازي: صدوق، وقال النسائي: لا بأس به،[1]

وقال أبو عبد الله الحاكم النيسابوري: محدث أهل مكة متفق على أتقانه وصدقه، وقال أبو نعيم الأصبهاني: أحد الثقات، حدث عنه الأئمة والقدماء، وقال ابن حجر العسقلاني: ثقة، وقال الذهبي: الحافظ، حجة، أحد الأئمة الجوالين، وروى له الجماعة إلا البخاري.